# Fabián Severo
Fabián Severo González (Artigas, 16 de marzo de 1981) es un escritor y docente uruguayo. Fue Premio Nacional de Literatura en 2017 con la novela Viralata.

## Biografía
Nació en la ciudad de Artigas, en 1981, pero reside en Montevideo desde 2004. Participa desde 2005 en varias antologías de escritores jóvenes, siendo responsable de la publicación de algunos libros colectivos declarados de interés educativo por el Ministerio de Educación y Cultura (MEC).
En 2010 recibió el Premio Morosoli de Bronce por su libro Noite nu Norte – Poemas en portuñol. En 2011 se publicó una nueva edición, con el título Noche en el Norte. Poesía de frontera.
En 2013 publica en portuñol Viento de nadie, y al año siguiente NósOtros, obra acompañada de un disco con versiones musicalizadas de sus poemas.
Viralata, publicada en 2015, es su primera novela.

## Premios y reconocimientos
- 2010: Premio Morosoli de Bronce por Noite nu norte[8][4]
- 2012: Mención Poesía Édita en los Premios Anuales de Literatura del MEC por Noite nu norte[8][4]
- 2012: Mención Poesía Inédita en los Premios Anuales de Literatura del MEC por Camino de la soledad[8][4]
- 2017: Premio Nacional de Literatura por Viralata [8][3][5][6][7]